# TAM航空3054便オーバーラン事故
TAM航空3054便オーバーラン事故（TAMこうくう3054びんオーバーランじこ、ポルトガル語: TAM Linhas Aéreas Vôo 3054）とは、2007年7月17日、ブラジルのサンパウロ市内に位置するコンゴーニャス空港で発生した航空事故である。
サルガド・フィーリョ国際空港発コンゴーニャス空港行きのTAM航空（JJ/TAM）（現・LATAM ブラジル）3054便（エアバスA320-233）が、コンゴーニャス空港到着時にオーバーランし、ガソリンスタンドに衝突し炎上した。この事故で199人が死亡し、南アメリカ諸国で起きた航空事故では史上最多の死亡者を出した。

## 事故当日の3054便
- 使用機材：エアバスA320-233（機体記号PR-MBK、製造番号:789、1998年2月製造）[1]
- 乗務員：6名
  - 機長：53歳 男性
  - 副操縦士：54歳 男性
  - 客室乗務員：4名
- 乗客：180名

最初はエルサルバドルのTACA航空で運航され、その後パシフィック航空で運航されていた。旅客機はペガサスアビエーションが所有し、TAM航空では2006年12月から運航が開始された。事故機は2007年4月20日現在、飛行回数9,313サイクル、総飛行時間20,379時間であったという。

## 概略

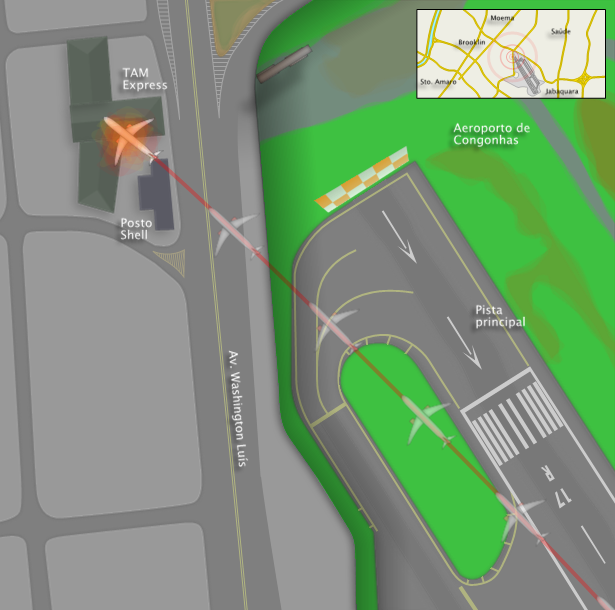
3054便のオーバーランの過程

TAM航空3054便は、ブラジル南部のポルト・アレグレからサンパウロを結ぶ国内線として運航されていた。乗客181名、乗員6名が搭乗していた。3054便はポルト・アレグレの空港を現地時間17時19分（協定世界時20時19分）に離陸した。3054便は現地時間18時54分に雨が降りしきるなかをサンパウロのコンゴニャス国際空港の滑走路35Lへ着陸したが、その直後に滑走路を左にそれてオーバーランし、滑走路から空港敷地外へ飛び出した。その後道路を横切り、TAM航空の貨物取扱場がある建物とガソリンスタンドに高速で衝突し、炎上した。ガソリンスタンドの地下燃料貯蔵庫への引火による爆発は避けられたものの、この事故で乗員乗客187名全員と地上の12名の199名が犠牲となり、地上にいたTAM航空の職員13名が負傷した。
この事故による犠牲者数はブラジルだけでなく南アメリカ諸国では最悪の航空事故となった。ブラジル大統領のルイス・イナシオ・ルーラ・ダ・シルヴァは事故発生から3日間、国中が喪に服することを宣言した。

## 事故原因
調査の結果、パイロットがエンジンのスロットルの操作を誤ったことと、滑走路の水はけの悪さが原因と判明した。事故機は当日第2エンジンの逆噴射装置が不作動の状態で運行されており、普段より着陸時の制動力が弱まっていた。

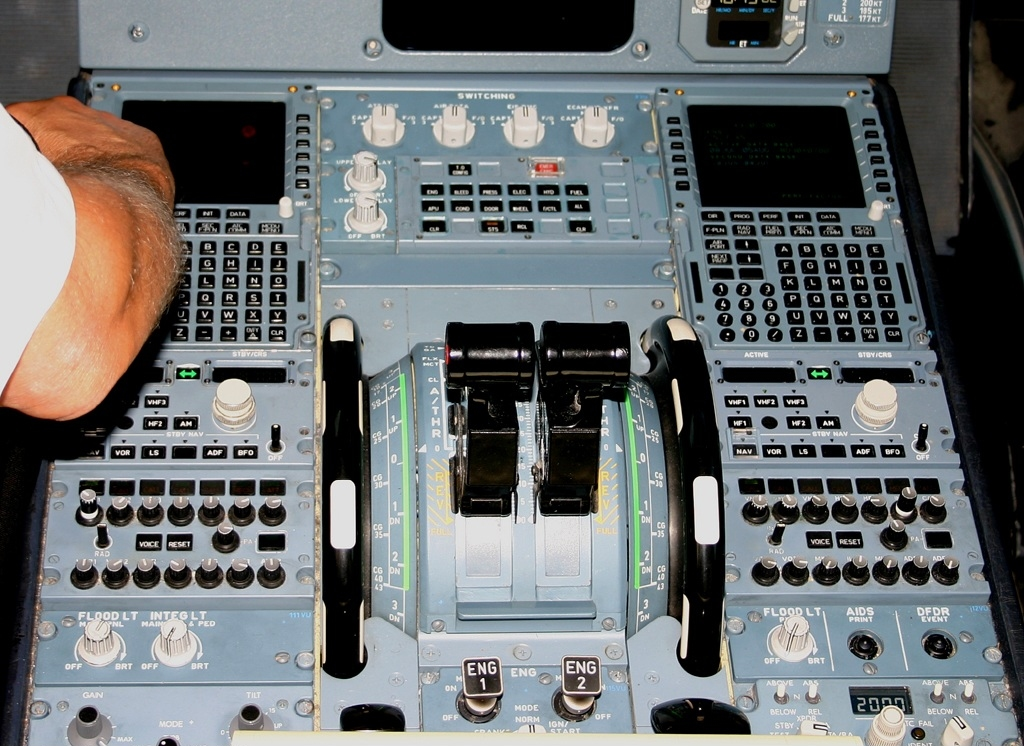
A320のスロットルレバー

着陸に際して、機長は右エンジンのスロットルをCL位置のままにしていた。そのためオートスロットルは入力されていた速度を維持するために出力を上げた。着陸後に左エンジンのスロットルが逆推力位置に動かされるとオートスロットルは解除され、右エンジンの出力がロックされた。スロットルを動かせば出力は調節できたが、パイロット達がこの操作を行わなかったため出力は最後までそのままだった。また、右エンジンがアイドリングまたは逆推力になっていなかったためスポイラー、及びオートブレーキ機能が無効となった。
パイロットがこのような操作を行った理由は明らかに出来なかったが、調査委員会はパイロットが片方の逆推力装置が作動しない状態における以前の手順を実行した可能性を指摘した。当時の手順では、故障している側のスロットルも逆推力装置に動かすよう推奨されていたが、以前の手順は両エンジンのスロットルをアイドリング位置に動かした後に動作している側のスロットルを逆推力装置に動かすよう推奨されていた。調査委員会は機長が意図的に以前の手順を実行しようとし、誤ってスロットルをCL位置のままにした可能性があると最終報告書で述べたが、それを確認することが不可能であったため断定は出来ないとした。

## 事故の背景
この空港では過去にも度々オーバーラン事故や周辺地への墜落事故が発生しており、2007年2月にはブラジルの裁判所はフォッカー 100とボーイング737NGなど4機種に対してブレーキ性能上問題があるとして飛行禁止を命令していた。だが、ブラジル航空当局とTAM航空は多くの利用者に影響を与えるとして異議を申し立て、上級裁判所において、経済効果を理由に逆転判決が出され、この命令は取り消されていた。
空港の滑走路はこれ以上拡張の余地がないため、滑走路の路面に溝をつけるなどの工夫をしており、その改善のために滑走路が数週間閉鎖されたこともあった。また3054便の着陸した滑走路には舗装し直された箇所があり、コンクリートが固まった後の7月28日に溝をつける工事が予定されていたという。この空港では1996年にTAM航空のフォッカー100が離陸直後に住宅地に墜落する（TAM航空402便離陸失敗事故）など、航空事故が度々発生しており、7月16日にも旅客機がオーバーランする事故を起こしているなど、危険性が指摘されていた。
同空港の滑走路はかねてより特に水はけの悪いことで知られており、事故の前日にも降雨中に着陸した2機がスリップしている。また平行滑走路の全長は1,940メートルと1,435メートルで、これは今日の大型ジェット旅客機（ボーイング777やエアバスA350）が安全な離着陸を行うために必要とされる2,500メートルはおろか、中型機（ボーイング767やエアバスA330）・小型機（ボーイング737やエアバスA320）に必要とされる2,000メートルにも満たない。
しかもパイロットたちが「空母」とあだ名するこの空港は都心に近く利便性が高い反面、住宅地の中に取り残された陸の孤島のような立地で、滑走路の先に緩衝地帯やアレスター・ベッドを設けるための土地の余裕もない。このため過去にもオーバーラン事故や周辺住宅地への墜落事故が数回、それ以外の事故も頻繁に起きており、安全性の疑問はこれまでにも幾度となく指摘されていた。しかし同空港にはこれ以上の拡張工事が望めないこと、また同空港から現在就航しているジェット旅客機を閉め出すことは地元経済へ大きな打撃となることなどから（前述のように2007年2月に地元地裁が出した飛行禁止判決を上級審が覆している）、こうした問題は今日まで棚上げにされてきた。

## 画像

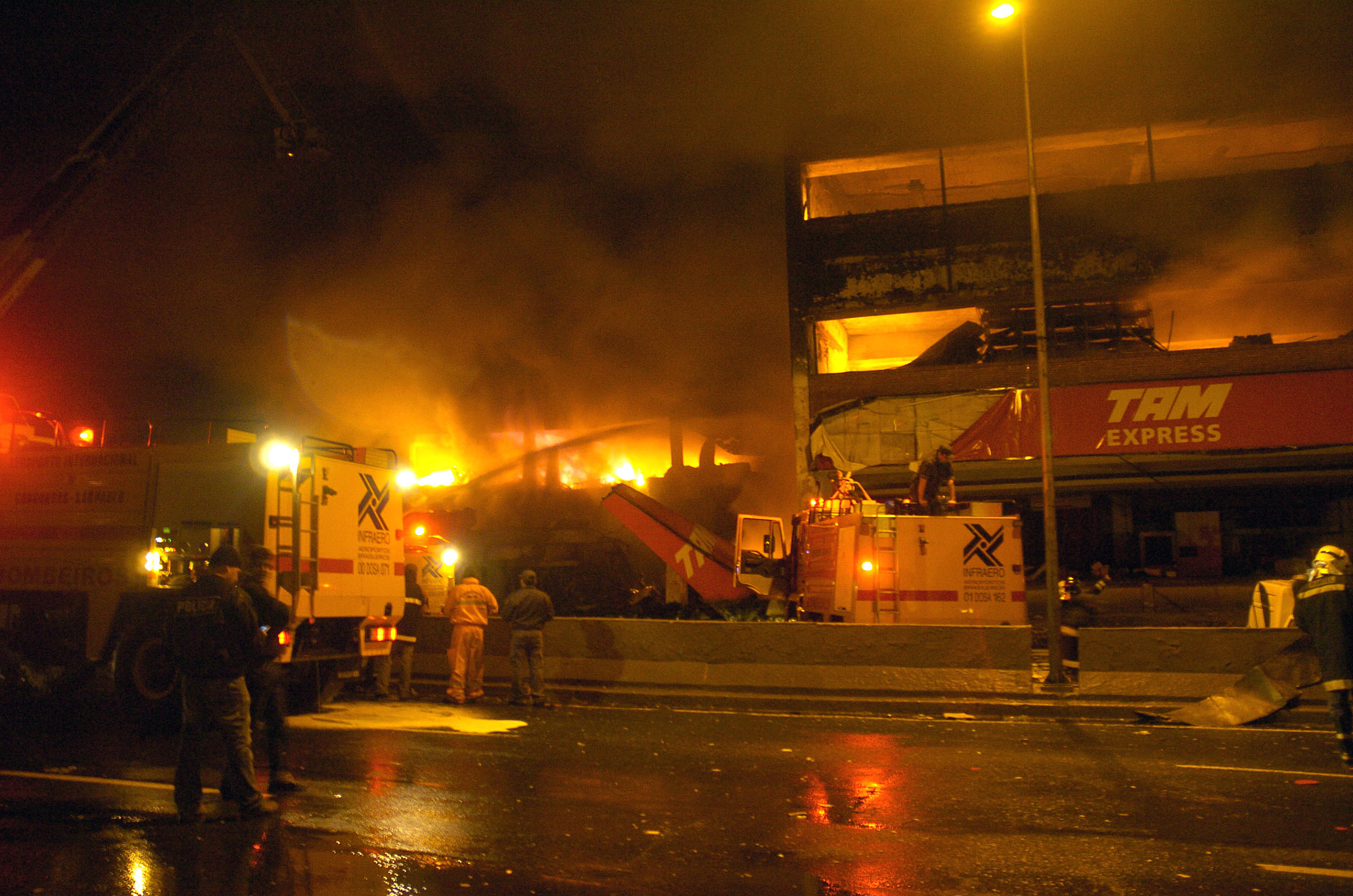
事故現場（2007年7月17日）
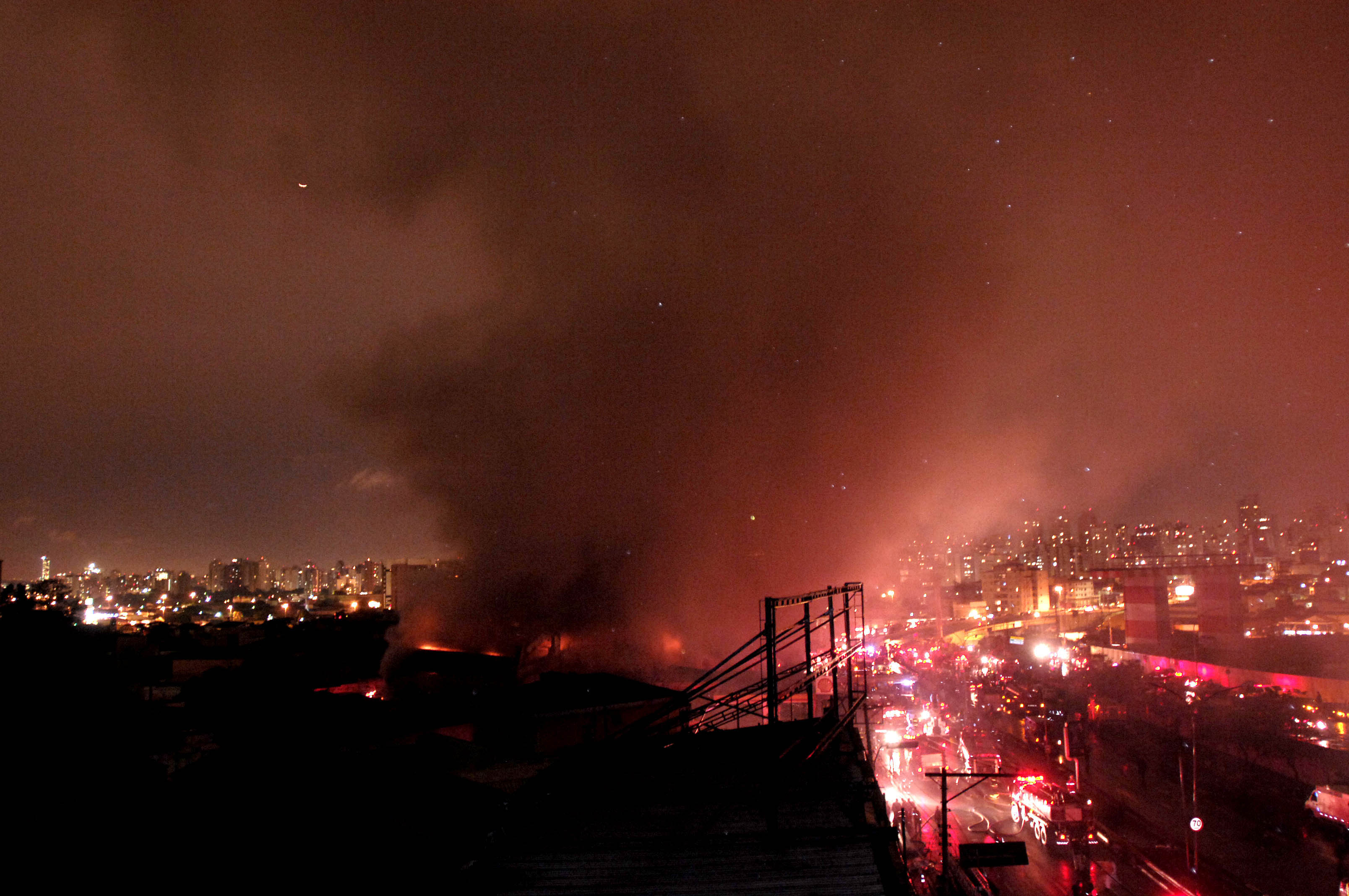
3054便事故の現場の火災
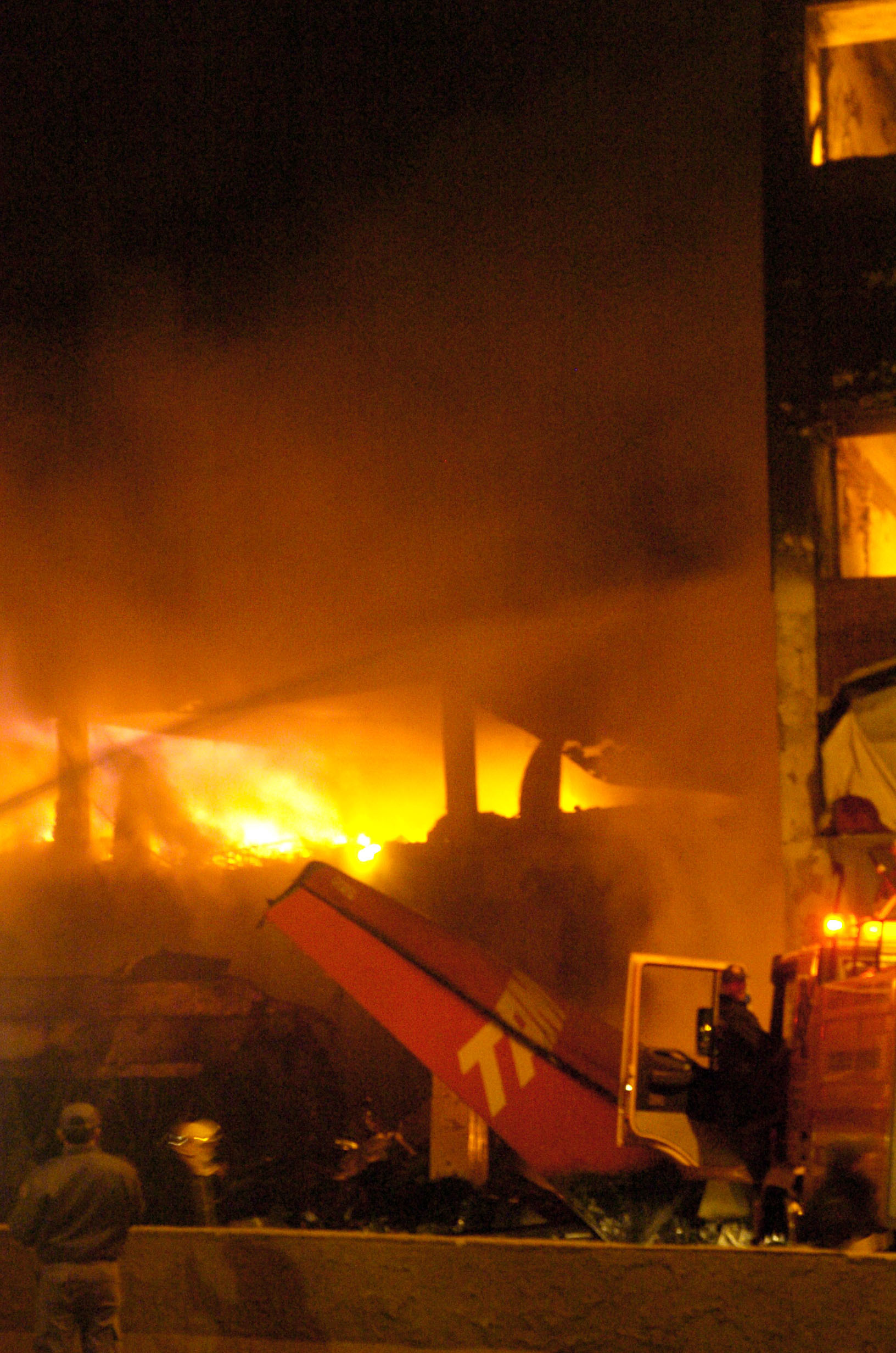
消火活動中の火災現場
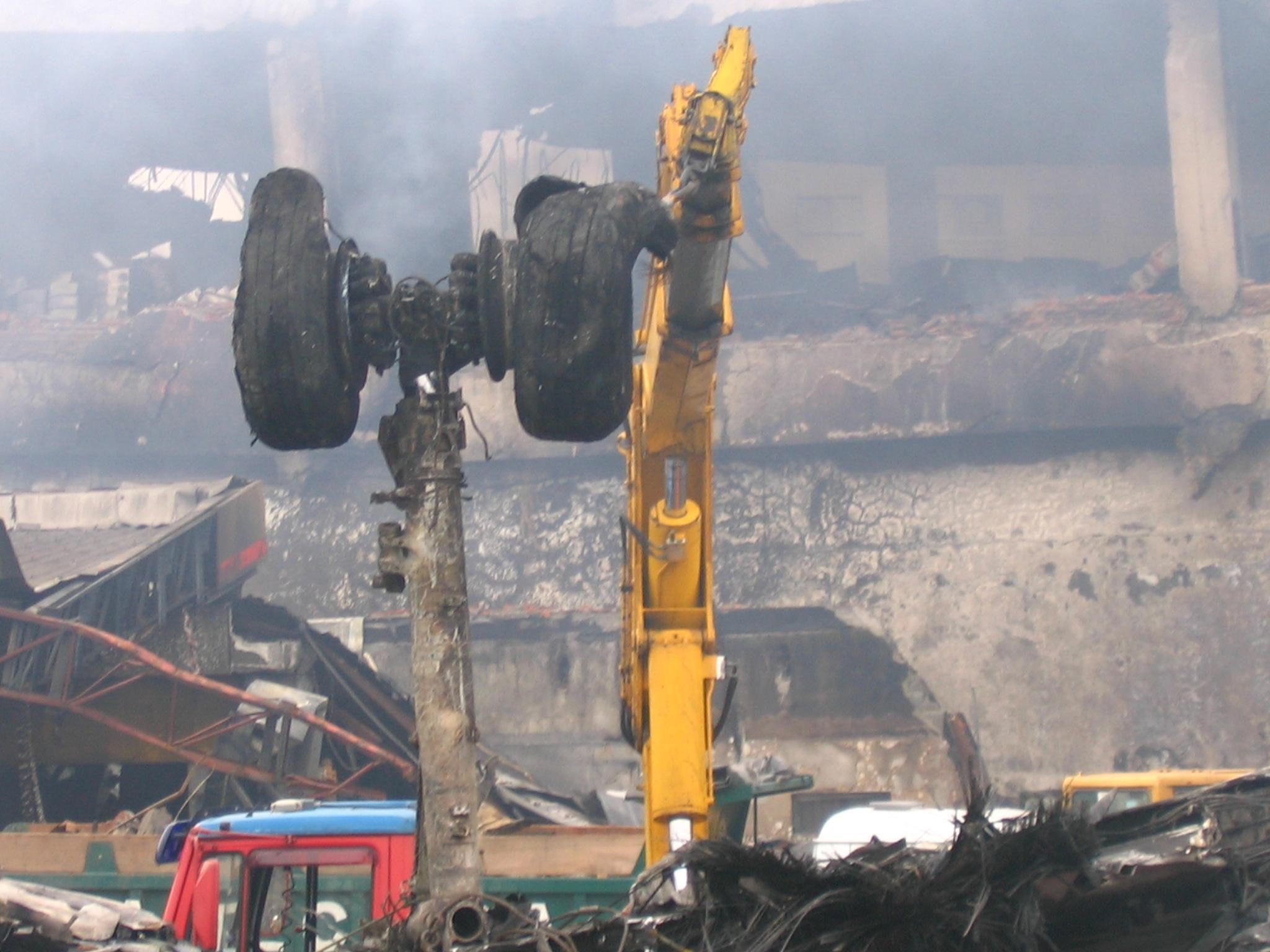
焼け焦げた機体の一部（2007年7月18日）
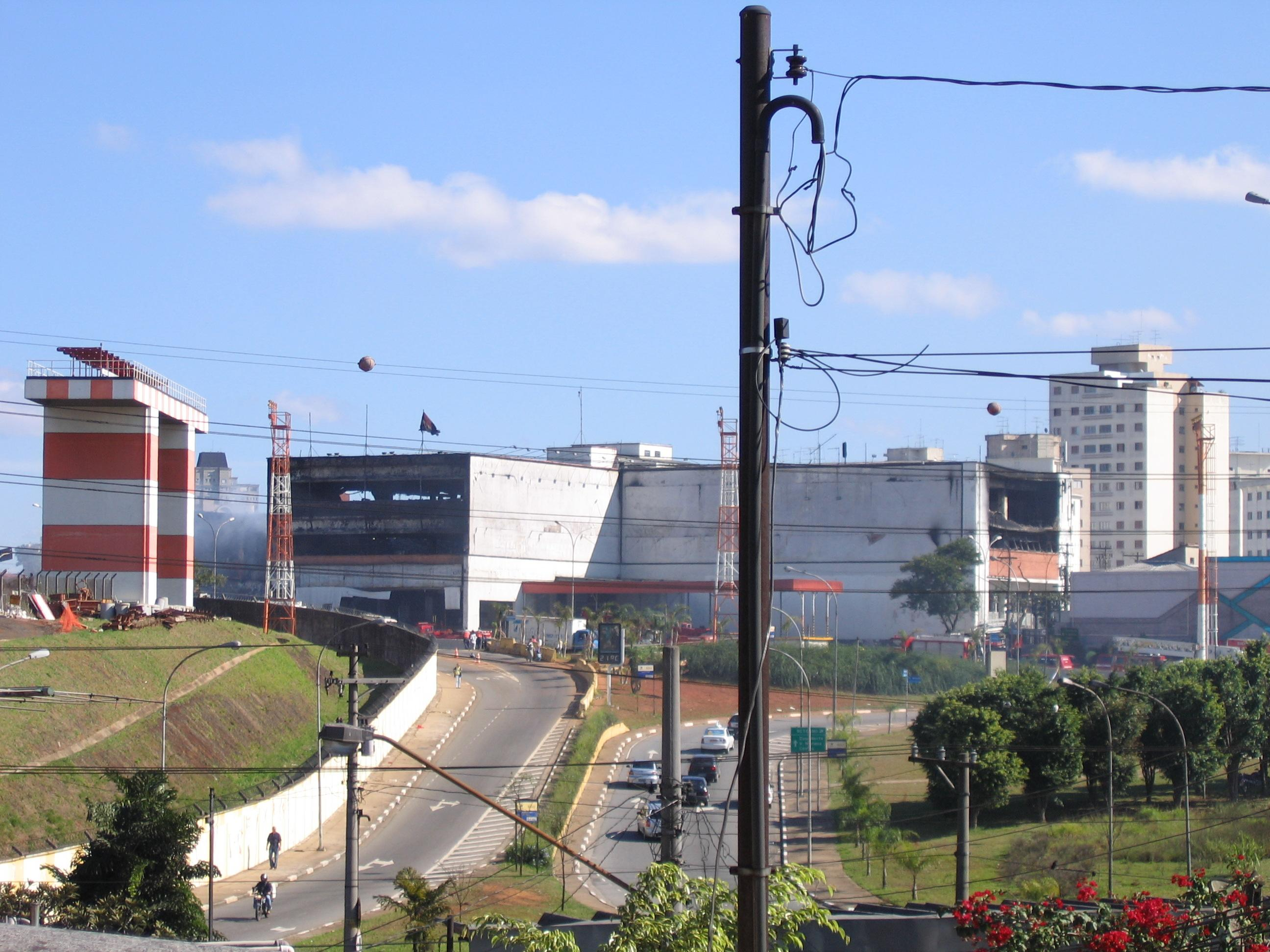
事故翌日の貨物取扱場（2007年7月19日）
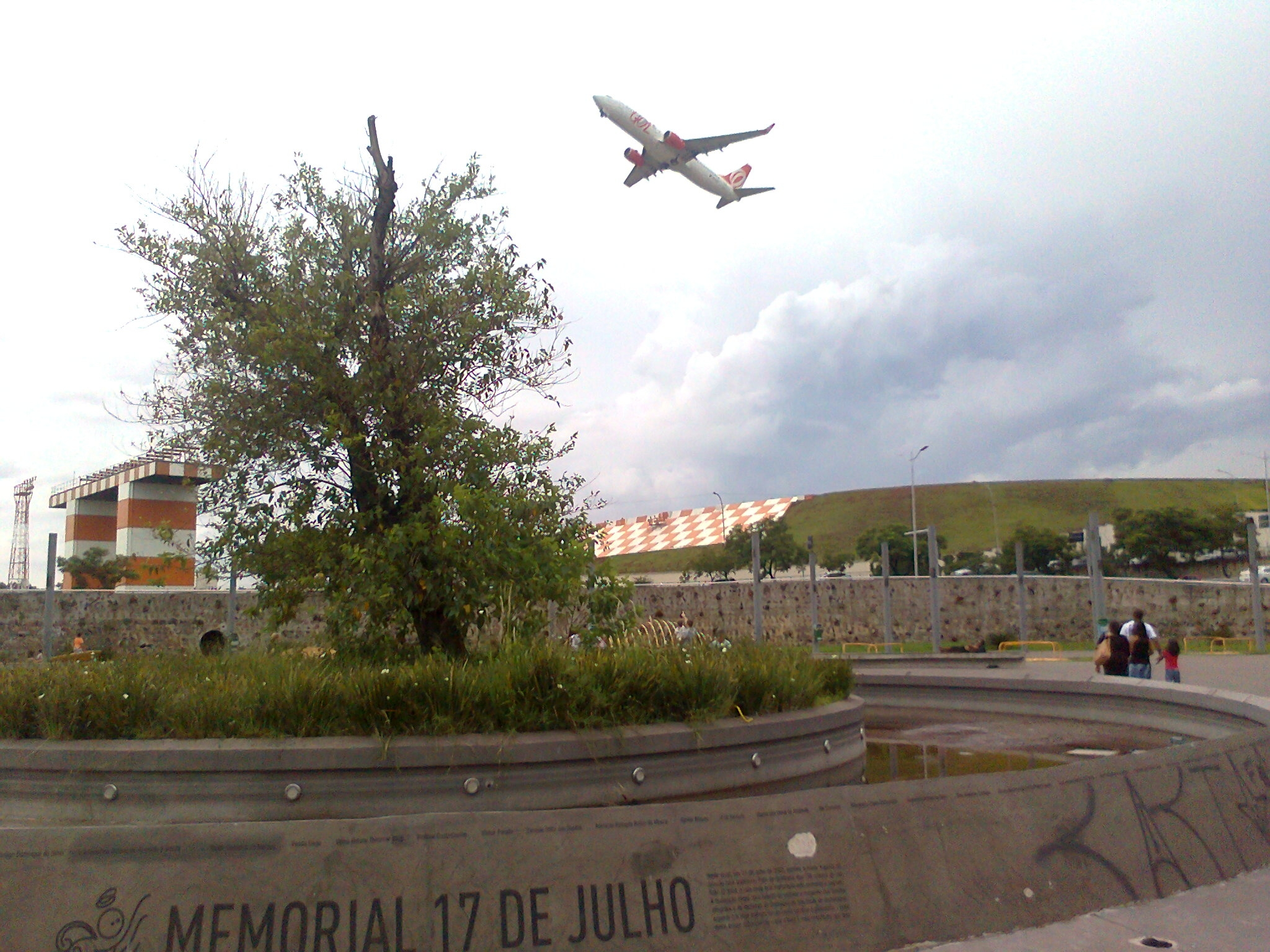
事故現場の貨物取扱場は、慰霊公園 Memorial 17 de Julho となった